# Armins-Ponton

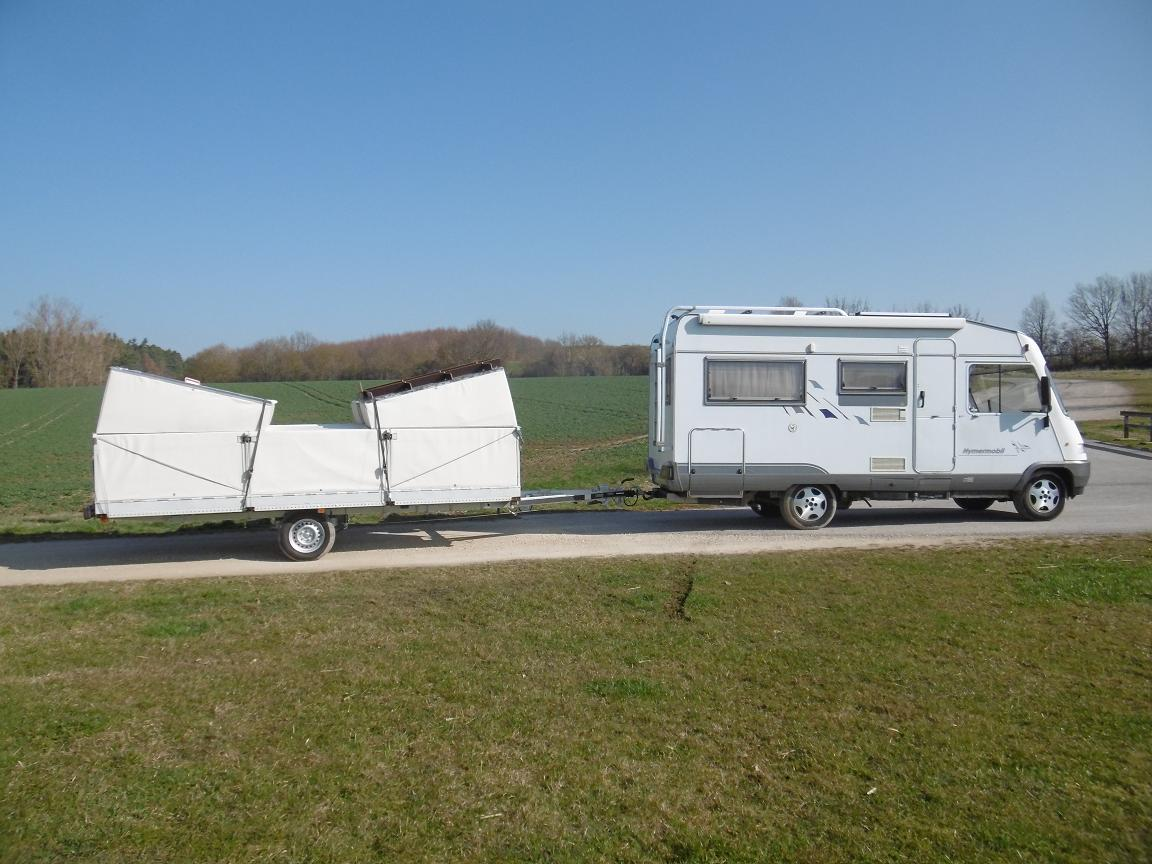
Armins-Ponton an Land

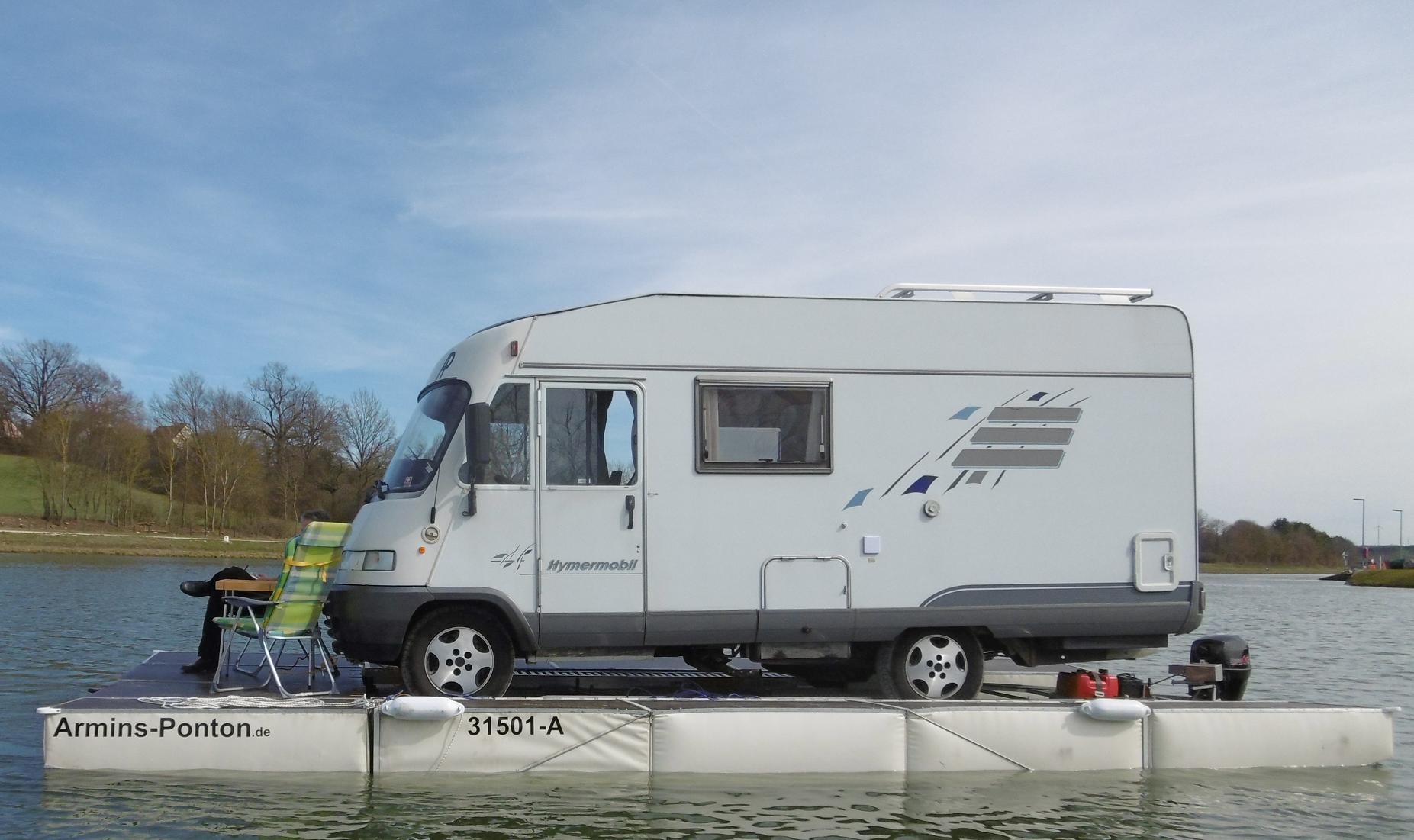
Armins-Ponton im Wasser

Armins-Ponton ist ein Kfz-Anhänger, der ausgeklappt zum Schwimmponton wird und ein Wohnmobil tragen kann. Im Wasser ist es dann wie ein gewöhnliches Hausboot zu handhaben. Der Antrieb erfolgt mittels Außenbordmotor, welcher durch eine Funkfernsteuerung bedient wird.

## Erste Schwimmversuche
Anfang 2019 fanden die ersten Probefahrten statt.